# Liste der Bodendenkmäler in Bad Grönenbach
Auf dieser Seite sind die Bodendenkmäler in dem schwäbischen Markt Bad Grönenbach zusammengestellt. Diese Tabelle ist eine Teilliste der Liste der Bodendenkmäler in Bayern. Grundlage ist die Bayerische Denkmalliste, die auf Basis des Bayerischen Denkmalschutzgesetzes vom 1. Oktober 1973 erstmals erstellt wurde und seither durch das Bayerische Landesamt für Denkmalpflege geführt wird. Die folgenden Angaben ersetzen nicht die rechtsverbindliche Auskunft der Denkmalschutzbehörde.

## Hinweise zu den Angaben in der Tabelle
- In der Spalte Name, Bezeichnung ist die Bezeichnung des denkmalgeschützten Objektes genannt.
- In der Spalte Ortsteil ist der Ortsteil von Bad Grönenbach gelistet in dem sich das denkmalgeschützte Objekt befindet.
- In der Spalte Koordinaten ist der geografische Standort angegeben.
- In der Spalte Denkmalnummer ist die offizielle Denkmalnummer des Bayerischen Landesamts für Denkmalpflege angegeben.
- In der Spalte Entstehung sind besondere Daten, so weit bekannt oder ableitbar, teilweise auch Datum der Ersterwähnung der Liegenschaft genannt.
- In der Spalte Denkmalumfang, Bemerkung, sind nähere Erläuterungen über den Denkmalstatus, Umfang der Liegenschaft und ihre Besonderheiten enthalten.

Bis auf die Spalte Bild sind alle Spalten sortierbar.

## Auflistung der Bodendenkmäler
| Name, Bezeichnung                       | Ortsteil                     | Koordinaten                        | Denkmalnummer | Datum                             | Denkmalumfang, Bemerkung                                     | Bild |
| --------------------------------------- | ---------------------------- | ---------------------------------- | ------------- | --------------------------------- | ------------------------------------------------------------ | ---- |
| Römischer Burgus                        | Bad Grönenbach               | 47° 52′ 9,21″ N, 10° 14′ 4,28″ O   | D-7-8127-0020 |                                   | Befestigung der Römerstraße von Cambodunum nach Caelius Mons |      |
| Vorgeschichtliche Grabhügel             | Bad Grönenbach               | 47° 51′ 49,72″ N, 10° 12′ 41,47″ O | D-7-8127-0052 |                                   |                                                              |      |
| Abschnittswall                          | Bad Grönenbach               | 47° 52′ 17,57″ N, 10° 10′ 55,21″ O | D-7-8127-0021 | Unbekannte Zeitstellung           |                                                              |      |
| Höhensiedlung und Abschnittsbefestigung | Ittelsburg                   | 47° 52′ 38,43″ N, 10° 16′ 34,45″ O | D-7-8127-0016 | Hallstatt- oder Latènezeit        | Anlage mit drei Wällen auf dem Falken                        |      |
| Burgstall (Burgstall Hahnentanz)        | Ittelsburg                   | 47° 52′ 28,84″ N, 10° 16′ 29,68″ O | D-7-8127-0017 | 12. Jahrhundert                   | Burg wurde 1457 zerstört                                     |      |
| Vorgeschichtlicher Grabhügel            | Ittelsburg                   | 47° 51′ 52,88″ N, 10° 16′ 35,2″ O  | D-7-8127-0057 |                                   |                                                              |      |
| Vorgeschichtlicher Grabhügel            | Ittelsburg                   | 47° 51′ 44,53″ N, 10° 16′ 35,89″ O | D-7-8127-0057 |                                   |                                                              |      |
| Burgstall (Burgstall Neuittelsburg)     | Ittelsburg                   | 47° 51′ 49,97″ N, 10° 16′ 43,31″ O | D-7-8127-0019 | 12. Jahrhundert                   | Burg um das Jahr 1500 verfallen                              |      |
| Burgstall (Burg Rothenstein)            | Rothenstein (Bad Grönenbach) | 47° 51′ 51,49″ N, 10° 12′ 5,75″ O  | D-7-8127-0022 | 11. Jahrhundert, 1873 eingestürzt | Sitz der Herren von Rothenstein                              |      |
| Siedlungsfunde                          | Zell (Bad Grönenbach)        | 47° 53′ 33,55″ N, 10° 12′ 16,75″ O | D-7-8127-0009 | Mesolithikum und Neolithikum      |                                                              |      |
| Siedlungsfunde                          | Zell (Bad Grönenbach)        | 47° 53′ 49,92″ N, 10° 12′ 39,62″ O | D-7-8127-0010 | Mesolithikum und Neolithikum      |                                                              |      |
| Burgstall Im Buschel                    | Zell (Bad Grönenbach)        | 47° 53′ 40,7″ N, 10° 11′ 57,33″ O  | D-7-8127-0008 | 15. Jahrhundert                   |                                                              |      |
| Schanze oder Kultanlage                 | Zell (Bad Grönenbach)        | 47° 54′ 6,25″ N, 10° 11′ 47,73″ O  | D-7-8027-0073 | Unbekannte Zeitstellung           |                                                              |      |
| Mittelalterlicher Ansitz                | Zell (Bad Grönenbach)        | 47° 53′ 55,48″ N, 10° 11′ 13,9″ O  | D-7-8127-0007 |                                   |                                                              |      |